# Espai T1
En topologia, un espai T1 o de Fréchet es un cas particular d'espai topològic.

## Definició
Un espai topològic {\displaystyle E} és {\displaystyle T_{1}} si per a cada parella d'elements diferents {\displaystyle x} i {\displaystyle y} d'{\displaystyle E} existeix un obert que conté {\displaystyle x} i no {\displaystyle y} i un obert que conté {\displaystyle y} i no {\displaystyle x}. Noti's que no es necessari que aquests dos oberts siguin disjunts, cas en què estaríem parlant d'espais de Hausdorff o {\displaystyle T_{2}}).

## Propietats
Sigui {\displaystyle E} un espai topològic. Són equivalents:
- {\displaystyle E} és un espai {\displaystyle T_{1}}.
- {\displaystyle E} és un espai {\displaystyle T_{0}} i un espai {\displaystyle R_{0}}.
- Per a cada {\displaystyle x} d'{\displaystyle E}, {\displaystyle \{x\}} és tancat.
- Tot conjunt d'un únic punt és la intersecció dels seus entorns.
- Tot subconjunt d'{\displaystyle E} és la intersecció dels seus entorns.
- Tot subconjunt finit d'{\displaystyle E} és tancat.
- Tot subconjunt cofinit d'{\displaystyle E} és obert.
- L'ultrafiltre principal d'{\displaystyle x} convergeix només a {\displaystyle x}.
- Per a cada punt {\displaystyle x} d'{\displaystyle E} i tot subcojunt {\displaystyle S} d'{\displaystyle E}, {\displaystyle x} és un punt adherent de {\displaystyle S} si i només si és un punt d'acumulació de {\displaystyle S}.

A més a més, la propietat de separació T1 és hereditària, la qual cosa significa que els subespais d'un espai T1 també són T1.

## Nota i casos
- Sigui {\displaystyle (\mathbb {N} ,\tau )}, on {\displaystyle \tau =\{A\subset \mathbb {N} ;x\in A} i {\displaystyle \mathbb {N} -A} és finit{\displaystyle \}}. Aleshores T es una estructura topològica sobre ℕ, anomenada estructura topològica cofinita que és T1 però no T₂.[2]

- Qualsevol espai T1 finit és un espai topològic discret.[3]

- Sigui {\displaystyle X=\{a,b,c\}} i la topologia que consisteix dels subconjunts de X següents: {\displaystyle \emptyset }, {\displaystyle \{b\}}, {\displaystyle \{a,b\}}, {\displaystyle \{b,c\}}, {\displaystyle X} no és T1, ja que {\displaystyle \{b\}} no és tancat.[4]

### Teorema
Un espai topològic és T1 si i només si cada punt és un conjunt tancat.

## Exemples
- La topologia cofinita sobre un conjunt infinit és T1, però no és T₂.[6]
- L'espai topològic de Sierpinski és T0, però no és T1.[7]